# Renaade
Renaade (em Portugal, Renada) foi uma série de desenho animado alemão produzido pela KiKA e exibido de 5 de outubro de 1998 a 1999, totalizando 72 episódios em duas temporadas.

## Sinopse
Renaade (Renada Alves, na dobragem de Portugal) é uma rapariga tomboy com uma personalidade rebelde, travessa e nervosa, mas no fundo simpática e leal.
Quando é deixada aos cuidados do seu avô Alberto, Renada é obrigada à força a habituar-se ao novo estilo urbano. Ela acaba por fazer amizade com Paulo, um jovem inteligente e simpático e até com mais juízo. Com a esperteza e brutalidade de Renada e a inteligência e pacificidade de Paulo os dois vão viver boas e más situações da vida.

## Produção e qualidade
Na primeira temporada emitida no final de 1998, Renada e os restantes personagens possuem roupas e moldes diferentes. Também o visual dos episódios, além de mais sujo, duram cerca de 5/6 minutos, tendo uma qualidade de humor e arte chegada a outras animações infantis lançadas na América do Norte no início dos anos 90, como The Ren & Stimpy Show ou Tiny Toon Adventures, com uns enredos um pouco mais sátiros e adultos, mas que ainda assim o desenho conseguia-se manter adequado para crianças. No entanto, a partir da segunda temporada isso tudo muda, o desenho ficou menos sujo, mais infantil e mais encaixado a uma animação de 1999, e os episódios têm a duração exata de 11 minutos, mantendo apenas o comportamento dos personagens. 

### Piadas adultas na primeira temporada
Apesar de "Renada" ter chegado a ser transmitida em canais infantis, quer na Alemanha, quer em Portugal, apresentou piadas sátiras e revoltantes para alguns pais. Pelo menos na primeira temporada dois episódios apresentaram cenas fortes e indecentes.
- Futebol: O episódio contém duas piadas rudes. A primeira é uma em que o pai do Brutus sai de um bar embriagado. E no final do episódio, e no final dele, alguns jogadores de futebol de camisola vermelha (que na dobragem portuguesa refere Benfica) dão um arraial de porrada a um polícia local (o que nos dias de hoje seria totalmente inaceitável numa animação) só para devolver a bola à protagonista.
- Os Gulosos: O restaurante onde o pai de Brutus está a trabalhar apresentou vários problemas de higiene, como moscas ou ratos. A meio do episódio quando um rato está a dançar para o público dar esmola, há um adulto que está a fumar cigarro.

## Transmissão

### Alemanha
A série foi produzida de 1998 a 1999 na Alemanha. Teve um total de 72 episódios em duas temporadas, sendo vinte episódios na primeira e 52 na segunda e última.
Foi dirigida por Tony Power, sendo que o roteiro incluiu Malcolm Doney, Peter A. Dowling, Richard Everett, Armin Preacher, Susan Then e Gareth Williams. A série foi produzida pela Hahn Film Berlin – que foi criada por Gerhard Hahn. A série estreou na Alemanha em 5 de outubro de 1998, sendo exibida pelo canal KIKA.

### Itália
Em Itália, Renada foi transmitida de 1997 a 2001 pelo Rai 1, sendo mais tarde reexibida pela RaiDue (atual Rai 2) em 2002. Claudia Pitteli foi dobradora da personagem-título nesta dobragem.

### Portugal
Em Portugal, a segunda temporada de Renada foi transmitida pela primeira vez no Canal Panda em 2001, desta vez na versão em inglês com legendas em português; a RTP1 já transmitiu essa temporada, só que com dobragem portuguesa. Em 2002, foi reexibida pelo Canal 2 (RTP2). Em 2008, o Canal Panda reexibiu apenas a primeira temporada, em forma de um "tapa-buracos" à programação e em vários horários. 

#### Versão Portuguesa (2001)
- Mónica Fernandes - Renada
- João Pinto - Avô
- Cláudia Gaiolas - Vera; Professora

Produzida nos estúdios PSB.

## Renaadeno YouTube
Em 2014, a empresa de Gerd Hahns criou um canal do YouTube chamado "Gerd Hahns AG", em que várias séries de desenhos animados da sua autoria, como "Renada" ou "Onda e Concha", são consultadas. O YouTube também proibiu os usuários de carregarem vídeos das animações dele para os seus canais; assim, as séries de animação estão atualmente disponíveis apenas com dobragem alemã.